# Escallonia callcottiae
Escallonia callcottiae är en tvåhjärtbladig växtart som beskrevs av William Jackson Hooker och Arn. Escallonia callcottiae ingår i släktet Escallonia och familjen Escalloniaceae. Inga underarter finns listade i Catalogue of Life.